# 古処山
古処山（こしょさん）は、福岡県朝倉市と嘉麻市にまたがる標高859.5メートルの山。国の特別天然記念物および福岡県の天然記念物に指定されているツゲの原始林があることで知られる。

## 概要
福岡県のほぼ中央に位置する山で、嘉麻市と朝倉市の境となっており、両市を結ぶ八丁峠（国道322号）はこの山の西側中腹付近にある。全山が石灰岩で出来ており、白い岩が多いことから白山（はくさん）とも呼ばれる。山頂付近にかけての一帯にはツゲの原始林が残っており、特別天然記念物に指定されている。
鎌倉時代から戦国時代末期にかけてこの辺り一帯を治めた秋月氏の居城、古処山城がこの山にあり、頂上付近に曲輪等の城跡遺構が残っている。近くには「水舟」と呼ばれる湧水がある。
頂上には「奥ノ院」「大将隠し」と呼ばれる岩場がある。ここからは筑豊地区および甘木・朝倉一帯、宝満山、背振山系、九重山系を眺めることが出来る。またここから尾根伝いに隣接する馬見山、屏山への縦走路もあり、九州自然歩道の一部でもある。
麓にある朝倉市秋月地区は、重要伝統的建造物群保存地区として選定された旧城下町であり、福岡県を代表する観光地でもある。嘉麻市側にもキャンプ場などが整備されているため、キャンプと登山が一緒に楽しめるスポットとしても人気が高い。

## 歴史
近隣の英彦山同様、古くから山岳宗教の聖地として知られており、伝教大師（最澄）が山中で薬師如来像を彫ったという伝説がある。最盛期には坊舎が36箇所あったといわれているが、現在その痕跡は残っていない。
鎌倉時代の1203年（建仁3年）、この地を治めた秋月氏の祖原田種雄が本拠地として頂上に古処山城を築城。険しい山の上に築かれた城は難攻不落の堅城と謳われた。
戦国時代末期の天正15年（1587年）に秋月氏が豊臣秀吉による九州征伐に敗れ、日向国（宮崎県）へと移封された。このため城は廃城となる。
その後、江戸時代になって秋月藩が成立すると古処山は藩の直轄地となり、同時に景勝地として親しまれるようになった。秋月藩出身の儒学者原古処の号「古処」はこの山に由来する。

## 天然記念物
1927年（昭和2年）4月8日、ツゲ原始林の国有地部分が「古処山ツゲ原始林」として国の天然記念物となり、1952年（昭和27年）3月29日には特別天然記念物に指定された。なお国有地に隣接する3ヘクタールの範囲は、1963年（昭和38年）1月16日に「秋月のツゲ原始林」として福岡県の天然記念物に指定されている。

## ギャラリー

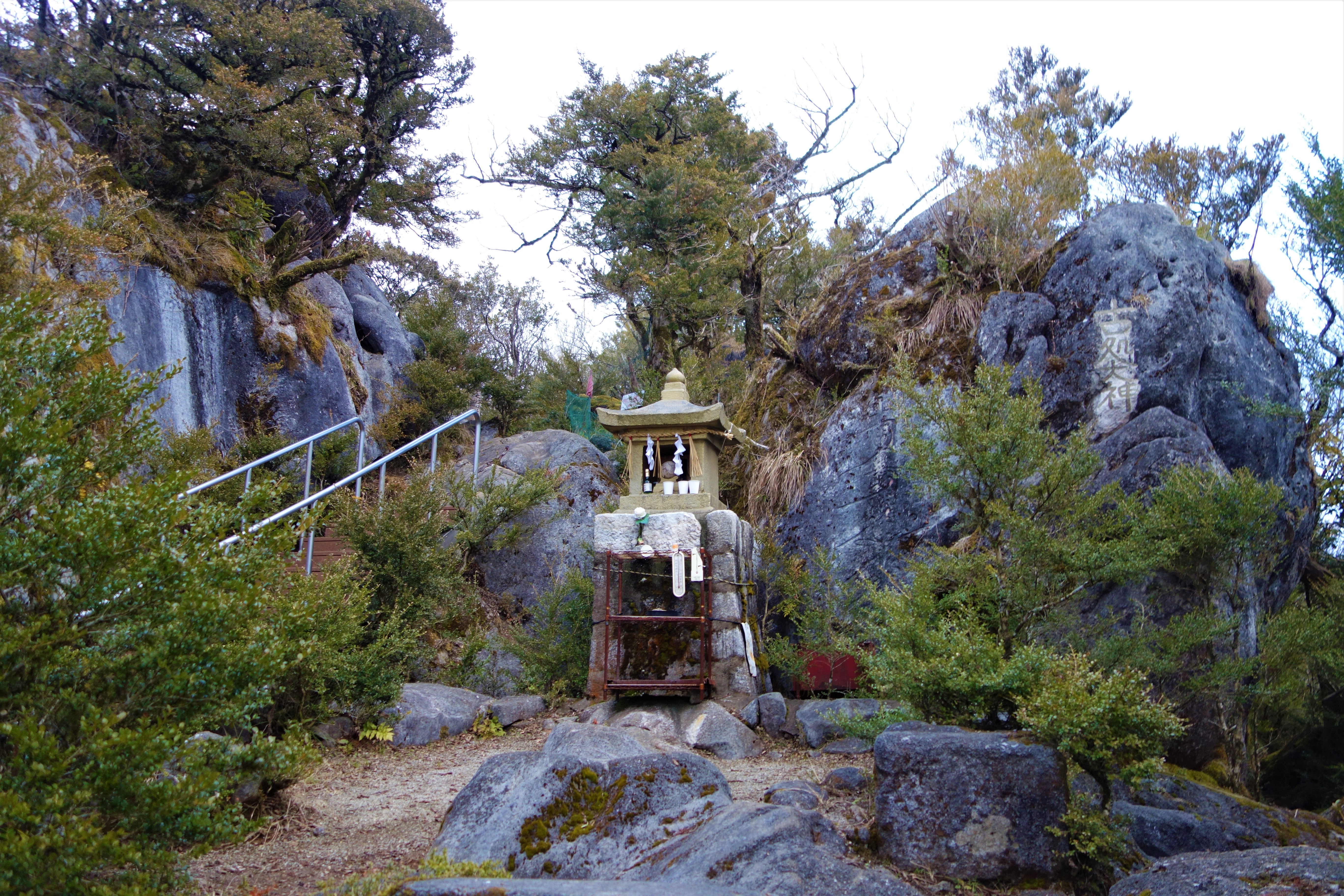
古処山山頂
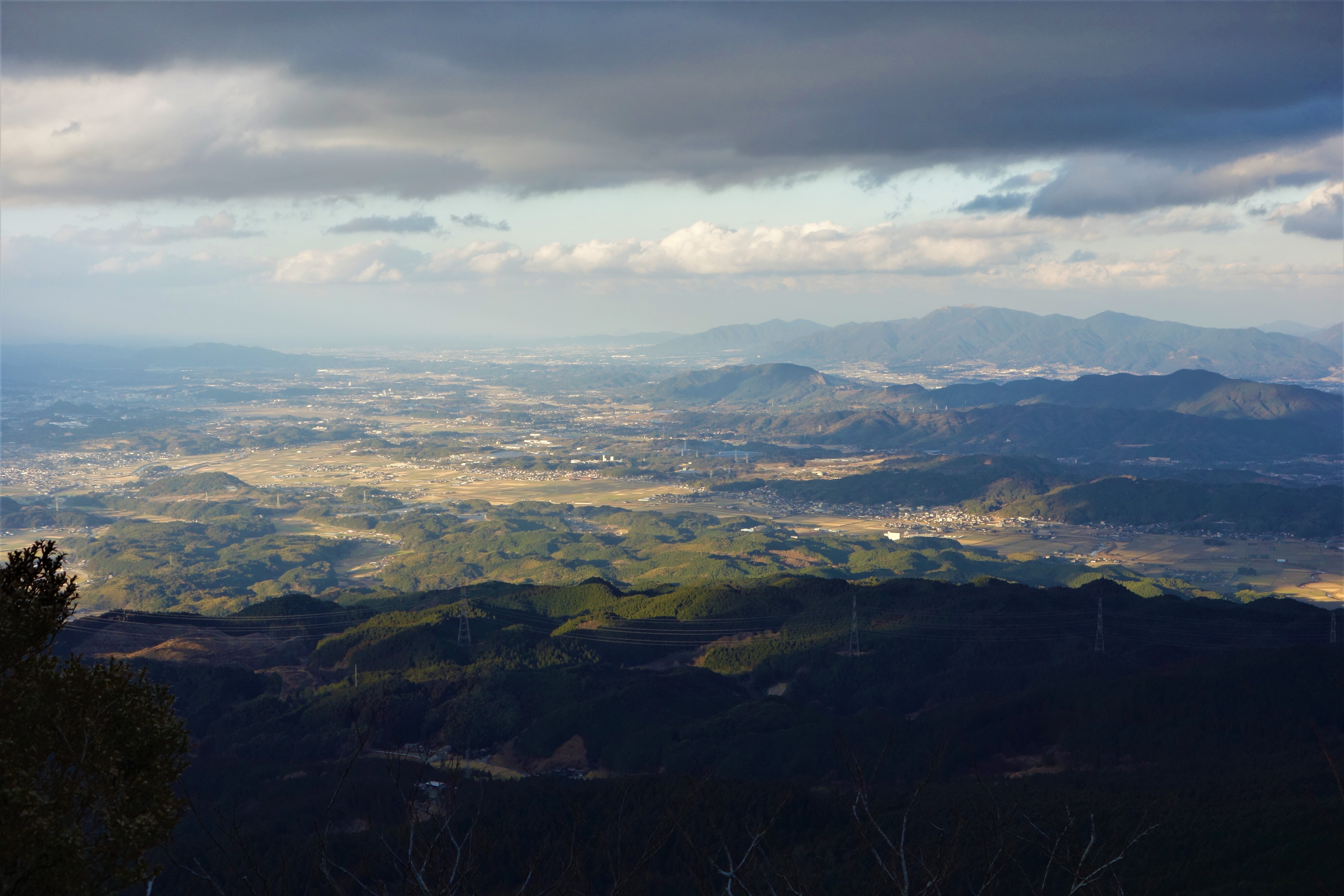
古処山から筑豊地区と福智山
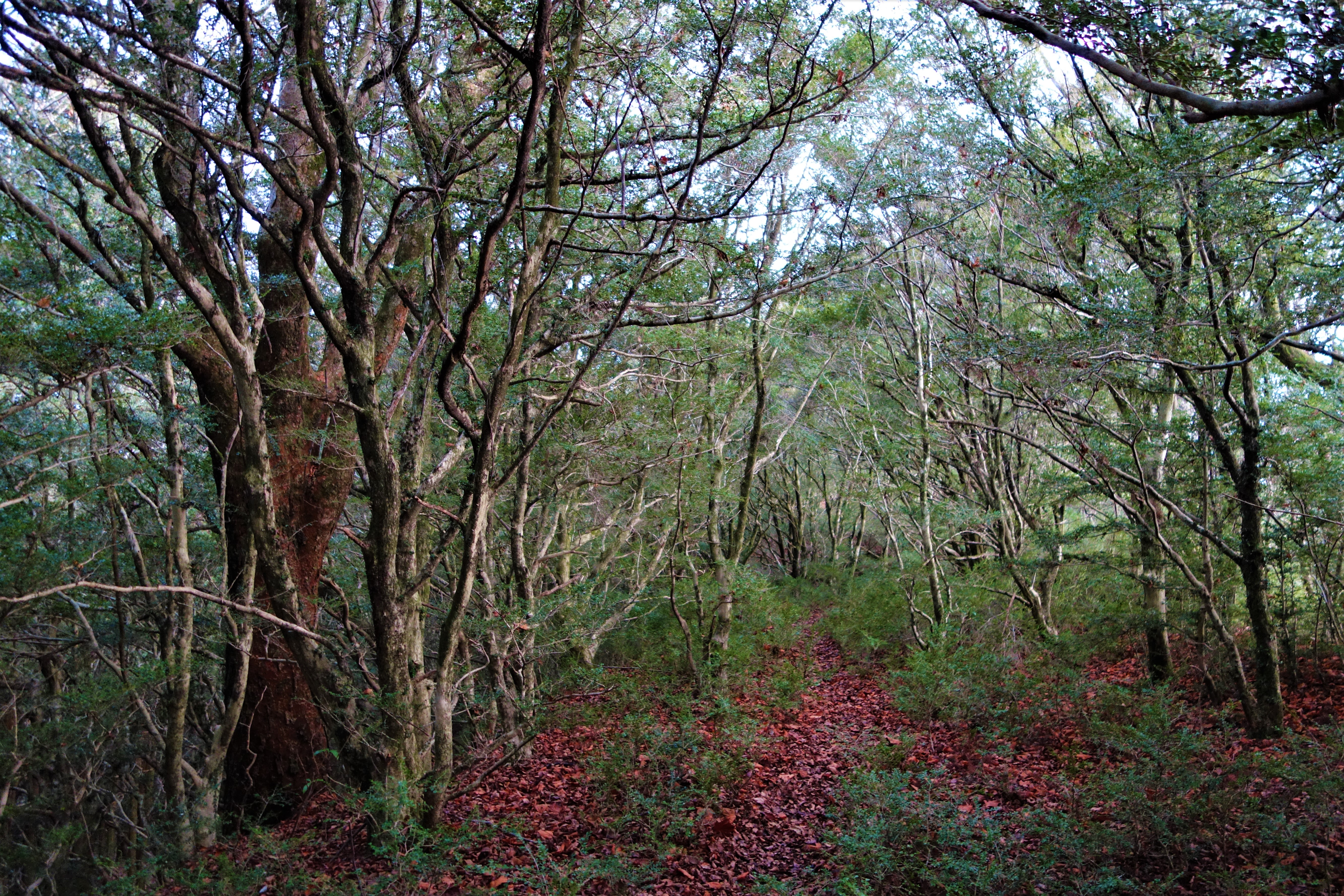
古処山ツゲ原始林
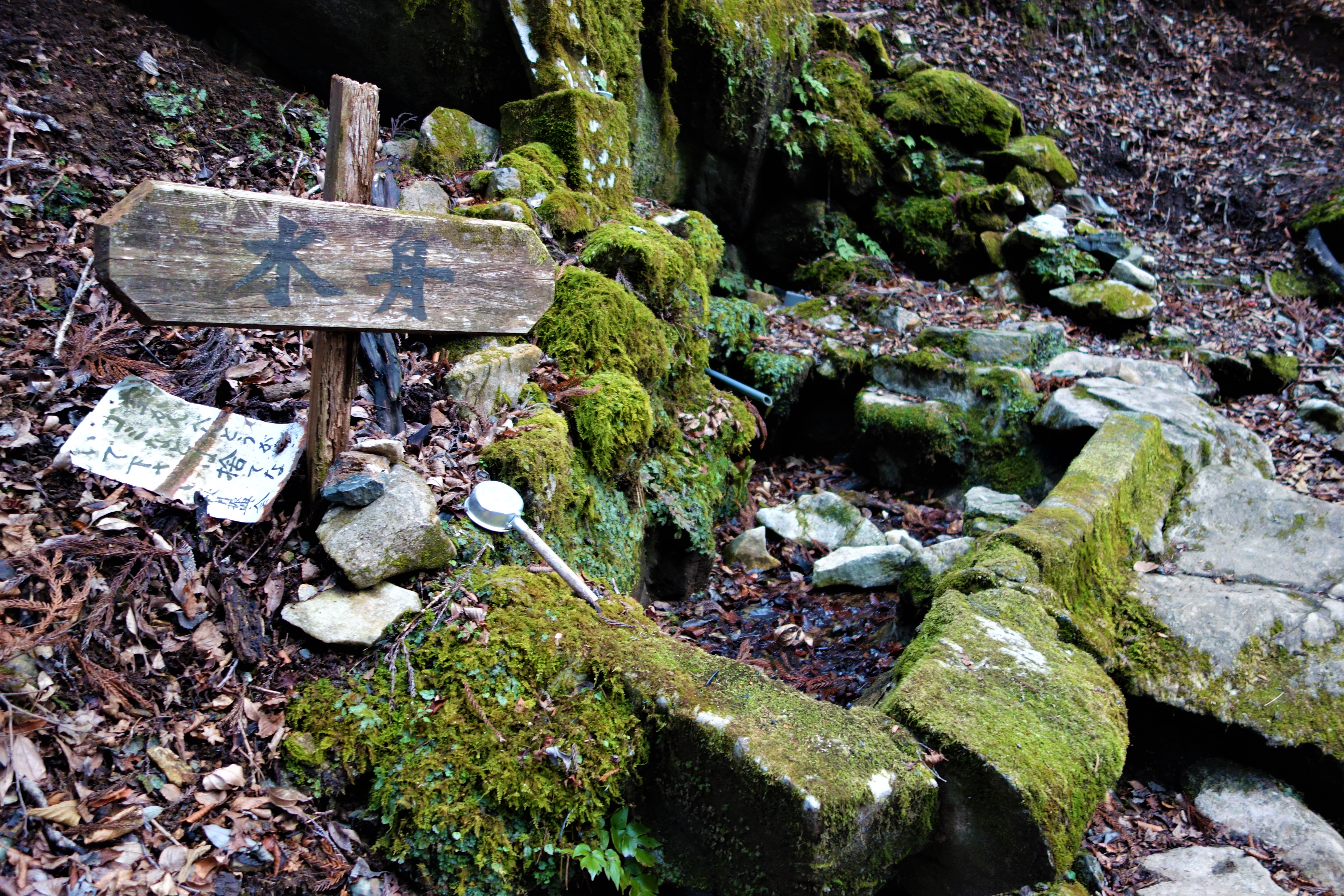
水舟（水場は凍結）